# Kosmetyki Mrs. Pinki
Kosmetyki Mrs. Pinki – polski zespół grający muzykę nowofalową.

## Historia
Zespół powstał w 1985 w Warszawie, założony przez byłych członków grupy Kontrola W. (Kontrola Władzy): Dariusza Kuldę (wokal, gitara), Katarzynę Kuldę (wokal) i Wojtka „Wampira” Jagielskiego (perkusja). Składu dopełniali: Sławek Starosta (klawisze) i Czarek „Rudy” Furmańczyk (gitara basowa), którego wkrótce zastąpił Piotr Zajączkowski. Działaniami plastycznymi wspierał grupę plastyk Kain May.
Kosmetyki Mrs. Pinki zakwalifikowały się do „dziesiątki” laureatów na festiwalu Jarocin ’85. Fragment występu zespołu został uwieczniony w filmie Piotra Łazarkiewicza pt. Fala. W sierpniu 1986 muzycy wzięli udział w kolejnej edycji tego festiwalu. Jeszcze w tym samym roku zarejestrowano w studiu CCS dwa utwory zespołu: „Ciągle w ruchu” (na zlecenie Rozgłośni Harcerskiej) i „Miłość na polu minowym”. Niedługo potem powstał wideoklip do piosenki „Ciągle w ruchu”, który został zaprezentowany w filmie Moja krew, twoja krew zrealizowanym przez ekipę BBC (w reżyserii Andrzeja Kostenki). Kosmetyki Mrs. Pinki pojawiły się również w polskim serialu Tulipan (w 4 odc.) z fragmentem utworu „Nowa metoda” oraz w filmie Pantarej z 1987 utworem „Taniec oszalałych słoni” (w napisach błędnie podano nazwę zespołu jako „Kosmetyki Miss Pinky”). W latach 1987/1988 muzycy zagrali szereg koncertów, a ich piosenki były emitowane w radiu. W roku 1988 utwory zespołu pojawiły się na dwóch składankach: nagranie „Ciągle w ruchu” trafiło na Radio nieprzemakalnych, a „Taniec wojenny” na wydaną przez Tonpress Cisza jest... nic się nie dzieje.
W roku 1988 ze składu odeszli: Starosta, Zajączkowski i Kain May. Na ich miejsce przyszli: klawiszowiec Igor Czerniawski (ex-Aya RL) i gitarzysta basowy Marcin Ciszewski. W 1989 roku po krótkiej przerwie grupa powróciła z nowym, bardziej popowym repertuarem. W Rozgłośni Harcerskiej pojawił się utwór „Trująca fala”, a studiu Andrzeja Puczyńskiego zarejestrowano materiał na płytę, który jeszcze przed zgraniem został skasowany przez realizatorów. W tym czasie między muzykami dochodziło do nieporozumień na tle artystycznym, w wyniku czego zespół zawiesił działalność.
W roku 1992 podjęto chwilową jego reaktywację w całkowicie zmienionym składzie (z dawnych członków pozostał jedynie Dariusz Kulda) – aby mógł zagrać jeden koncert na warszawskiej Agrykoli.
W roku 2000 z remiksów nagrań zespołu z lat 80. skorzystał przy pracy nad swoim albumem Iggy Pop. Producenci Popa postanowili wykorzystać oryginalne nagrania jakiegoś zespołu z poprzedniej dekady. Maciej Miernik, pracujący w studiu nagraniowym w Nowym Jorku, w którym nagrywali muzycy Iggy’ego Popa, zasugerował im Kosmetyki Mrs. Pinki. Amerykanie zaakceptowali ten pomysł, a zdobyciem nagrań zespołu w Polsce i ich remasteringiem zajął się Igor Czerniawski.
W 2002 doszło do kolejnej reaktywacji. Do Kuldów i Czerniawskiego dołączył Andrzej Zeńczewski, wcześniej współpracujący z takimi zespołami, jak: Niepodległość Trójkątów, Daab, T.Love, Szwagierkolaska. W 2005 roku ukazał się debiutancki album zespołu KMP vol.1 zawierający premierowe piosenki, a także kilka utworów z lat 1985–1989.

## Muzycy
- Katarzyna Kulda – wokal (1985–1989, 2002–obecnie)
- Dariusz Kulda – gitara, wokal (1985–1989, 2002–obecnie)
- Cezary Furmańczyk – gitara basowa (1985)
- Wojciech Jagielski – perkusja (1985–1989)
- Sławomir Starosta – klawisze (1985–1988)
- Witold Chmielewski - perkusja (1985)
- Piotr Zajączkowski – gitara basowa (1985–1988)
- Marcin Ciszewski – gitara basowa (1988–1989)
- Igor Czerniawski – wokal, perkusja (1988–1989, 2002–obecnie)
- Andrzej Zeńczewski – wokal, gitara (2002–obecnie)

## Dyskografia

### Albumy
- KMP vol.1 – CD (KMP 2005)

### Kompilacje
- Radio nieprzemakalnych – LP (Wifon 1988) – utwór: „Ciągle w ruchu"
- Cisza jest... nic się nie dzieje – LP (Tonpress 1990) – utwór: „Taniec wojenny"
- Kontrola W / Kosmetyki Mrs. Pinki – Radioaktywne Manekiny – LP (Not On Label 2019)